# Crótalos
Crótalos o chinchines son unos placófonos de pequeña percusión conformados por unos diminutos platillos de bronce, que se anudan mediante tiras de cuero a los dedos pulgar y medio. Para hacerlos sonar, se los entrechoca entre sí, rozando sus bordes.
Aunque en la actualidad los crótalos son los platillos de metal, en su origen eran de madera, muy parecidos a las castañuelas. No debe confundirse esta clase de crótalos, de altura indeterminada, con los crótalos afinados, de altura determinada. Los crótalos (Krotalo en griego) son uno de los instrumentos de percusión más pequeños y más antiguos, de los que se tiene constancia a través de las representaciones en bajorrelieve de egipcios y asirios. De hecho, la mitología griega suele representar a las musas danzando mientras hacen sonar los crótalos entre sus dedos. Al igual que las especias y la seda, los crótalos también viajaron por el resto del continente asiático.
Los platillos pueden ser lisos o decorados. Algunos crótalos tienen apenas cuatro centímetros de diámetro. En Extremo Oriente Los crótalos con relieve suelen estar decorados con mantras y símbolos budistas. A mayor tamaño, mayor resonancia tendrá el sonido. Cuanto más pequeño, más potente será el tono agudo.
Desde Oriente Medio hasta nuestros días, desde Egipto, a la India (Kártalas) y Turquía, como parte del folclore turco y en las danzas orientales, los crótalos son un pequeño instrumento que ha viajado por medio mundo.
Los címbalos están compuestos por dos platillos de bronce, se diferencian de los crótalos en que cada uno de ellos se sujeta con una mano. En los monasterios budistas tibetanos se utilizan para las denominadas pujas o rituales. El lama que dirige el ritual, el de más alto rango, es el que hace sonar los címbalos.

## En el Imperio Romano
Los bailarines del Imperio Romano a menudo usaban címbalos y podían tocarlos de diferentes maneras. Podían sostener un solo címbalo en cada mano. También podrían usar pares de platillos montados en abrazaderas. Los bailarines romanos también podían usar dos címbalos en cada mano, unidos directamente a los dedos. Estos címbalos de dedo están representados en mosaicos y relieves de piedra encontrados en Bulgaria, Italia y Bélgica y datados entre los siglos II y IV d. C.

## En España
Se utilizan en los Verdiales o Fiesta de Verdiales, manifestación festiva de origen antiquísimo y campesino, y de naturaleza socio-musical, privativa de determinados puntos geográficos en la provincia de Málaga (comarca de la Axarquía, Valle del Guadalhorce y Montes de Málaga). El baile es un particular fandango cantado y bailado con el acompañamiento de una orquestina compuesta por un violín, dos a cuatro guitarras, un pandero, dos o más pares de platillos o crótalos, varios palillos (castañuelas) y, en algunos de sus estilos, un laúd o bandurria.

## En Egipto
En la antigua civilización egipcia la danza era acompañada con las palmas o bien con chasquidos de los dedos de las bailarinas. Posteriormente se impusieron los crótalos.
Según Heródoto, los devotos de la diosa egipcia Bastet tocaban los crótalos como acompañamiento de la flauta cuando procesionaban al templo de Bubastis.

## Kártals en la India
Desde la antigüedad, en la India se utilizan crótalos más grandes, llamados Kártalas (del sánscrito kará: ‘mano’, y tāla: ‘ritmo, compás’). 
Se utilizan principalmente en los cantos dedicados a las deidades (ídolos de piedra), ya sea en forma de 
- kīrtan (canto fuerte, de pie)
- bhajan (canto suave, sentado).

Los kártalos se atan con cintas de tela al dedo medio de cada mano y se entrechocan. Generalmente, al tocar durante demasiado tiempo o con demasiada fuerza, se lastima la segunda falange de estos dedos.

## En Turquía
Los crótalos son instrumentos típicos del folclore turco, de hecho, son muy utilizados por las bailarinas de las danzas orientales o danza del vientre, etc.

## En la orquesta moderna
Dentro de la orquesta, los crótalos se agrupan en el subgrupo de pequeña percusión.

## Instrumentos en la danza del vientre
En la danza del vientre los crótalos los toca la bailarina acompañada con la darbouka. También llamados zils, palabra que deriva de la turca "zilya", que significa platillos o zagat, en el idioma árabe. Estos fueron instrumentos sagrados alrededor del 1000 a. C. Usados en Turquía y desde Arabia hasta Marruecos.